# Jahnsite-(MnMnMn)
La jahnsite-(MnMnMn) è un minerale appartenente al gruppo della jahnsite.